# Aricia hyacinthus
Aricia hyacinthus är en fjärilsart som beskrevs av Frivaldsky 1852. Aricia hyacinthus ingår i släktet Aricia och familjen juvelvingar. Inga underarter finns listade i Catalogue of Life.